# Cours (Deux-Sèvres)
Cours és un municipi francès situat al departament de Deux-Sèvres i a la regió de la Nova Aquitània. L'any 2007 tenia 517 habitants.

## Demografia

### Població
El 2007 la població de fet de Cours era de 517 persones. Hi havia 192 famílies de les quals 36 eren unipersonals (16 homes vivint sols i 20 dones vivint soles), 66 parelles sense fills, 86 parelles amb fills i 4 famílies monoparentals amb fills.
La població ha evolucionat segons el següent gràfic:
Habitants censats

### Habitatges
El 2007 hi havia 206 habitatges, 192 eren l'habitatge principal de la família, 10 eren segones residències i 3 estaven desocupats. 202 eren cases i 4 eren apartaments. Dels 192 habitatges principals, 163 estaven ocupats pels seus propietaris i 29 estaven llogats i ocupats pels llogaters; 4 tenien una cambra, 5 en tenien dues, 20 en tenien tres, 41 en tenien quatre i 122 en tenien cinc o més. 168 habitatges disposaven pel capbaix d'una plaça de pàrquing. A 71 habitatges hi havia un automòbil i a 114 n'hi havia dos o més.

### Piràmide de població
La piràmide de població per edats i sexe el 2009 era:
| Homes | Edats   | Dones |
| ----- | ------- | ----- |
| 0     | 95 o +  | 0     |
| 4     | 90 a 94 | 0     |
| 0     | 85 a 89 | 4     |
| 0     | 80 a 84 | 0     |
| 16    | 75 a 79 | 4     |
| 4     | 70 a 74 | 8     |
| 12    | 65 a 69 | 12    |
| 4     | 60 a 64 | 12    |
| 8     | 55 a 59 | 16    |
| 16    | 50 a 54 | 16    |
| 20    | 45 a 49 | 12    |
| 16    | 40 a 44 | 8     |
| 8     | 35 a 39 | 20    |
| 28    | 30 a 34 | 12    |
| 8     | 25 a 29 | 12    |
| 0     | 20 a 24 | 8     |
| 4     | 15 a 19 | 24    |
| 12    | 10 a 14 | 12    |
| 12    | 5 a 9   | 0     |
| 16    | 0 a 4   | 16    |

## Economia
El 2007 la població en edat de treballar era de 335 persones, 282 eren actives i 53 eren inactives. De les 282 persones actives 272 estaven ocupades (139 homes i 133 dones) i 10 estaven aturades (6 homes i 4 dones). De les 53 persones inactives 30 estaven jubilades, 12 estaven estudiant i 11 estaven classificades com a «altres inactius».

### Ingressos
El 2009 a Cours hi havia 203 unitats fiscals que integraven 543,5 persones, la mediana anual d'ingressos fiscals per persona era de 18.468 €.

### Activitats econòmiques
Dels 20 establiments que hi havia el 2007, 1 era d'una empresa de fabricació d'altres productes industrials, 4 d'empreses de construcció, 3 d'empreses de comerç i reparació d'automòbils, 1 d'una empresa d'informació i comunicació, 1 d'una empresa immobiliària, 4 d'empreses de serveis, 4 d'entitats de l'administració pública i 2 d'empreses classificades com a «altres activitats de serveis».
Dels 4 establiments de servei als particulars que hi havia el 2009, 1 era un taller de reparació d'automòbils i de material agrícola, 1 guixaire pintor, 1 fusteria i 1 veterinari.
L'únic establiment comercial que hi havia el 2009 era una floristeria.
L'any 2000 a Cours hi havia 26 explotacions agrícoles que ocupaven un total de 1.159 hectàrees.

## Equipaments sanitaris i escolars
El 2009 hi havia una escola maternal integrada dins d'un grup escolar amb les comunes properes formant una escola dispersa.

## Poblacions més properes
El següent diagrama mostra les poblacions més properes.